# Przełęcz Trzy Kopce
Przełęcz Trzy Kopce, Trzy Kopce (796 m) – przełęcz położona w Pieninach Czorsztyńskich po wschodniej stronie Macelaka (857 m). Jej nazwa pochodzi od tego, że zbiegają się na niej granice 3 wsi: Tylki, Sromowiec Wyżnychi Sromowiec Niżnych. Miejsce to oznaczone jest dużym kopcem kamieni (tuż przy szlaku turystycznym). W niewielkiej odległości na wschód od niego skrzyżowanie szlaków turystycznych. Przełęcz jest całkowicie porośnięta lasem, ale niedaleko w kierunku północnym jest duża polana Stodolisko (nie prowadzi przez nią szlak), a w kierunku wschodnim (przy szlaku) polana Pod Forendówką.

## Szlaki turystyki pieszej
– niebieski z Czorsztyna do Szczawnicy przez przełęcz Osice, Macelak, przełęcz Trzy Kopce, przełęcz Szopka, Trzy Korony, Zamkową Górę, Bajków Groń, Czerteż, Czertezik, Sokolicę.
 – czerwony z przełęczy Trzy Kopce do Kątów (przystań flisacka).